# Candace Crawford
Pour les articles homonymes, voir Crawford.
Candace Crawford, née le 11 mars 1994 à Toronto, est une skieuse alpine canadienne polyvalente.

## Biographie
Elle est la sœur de James Crawford et la nièce de Judy Crawford.
Membre du club Georgian Peaks à Collingwood, la skieuse, qui pratique sa discipline en compétition depuis l'âge de 7 ans, commence sa carrière officielle en fin d'année 2009, gagne sa première course FIS en janvier 2011 et prend part aux Championnats du monde junior entre 2013 et 2015, avec comme meilleur résultat deux cinquièmes places en super G et slalom géant en 2015 à Hafjell.
Lors des Championnats du monde 2015, elle participe activement au résultat de l'équipe canadienne lors du slalom parallèle qui obtient finalement la médaille d'argent. Elle remporte, la même année, le classement général de la Coupe nord-américaine.
En Coupe du monde, elle fait ses débuts en octobre 2014. Elle obtient son meilleur résultat à l'occasion du super-combiné de Soldeu en 2016, où elle est neuvième. Elle marque des points dans la Coupe du monde aussi en 2016-2017, où sa meilleure performance est quinzième du combiné à Crans Montana, mais n'est pas présente au classements lors des saisons suivantes. Aux Championnats du monde 2017, elle prend la 21e place au combiné alpin, soit son meilleur résultat en mondial.
Elle participe aux Jeux olympiques d'hiver de 2018, à Pyeongchang, où son meilleur résultat est une 25e place au slalom géant.

## Palmarès

### Jeux olympiques
| Édition / Épreuve   | Descente | Super G | Slalom géant | Combiné |
| ------------------- | -------- | ------- | ------------ | ------- |
| JO 2018 Pyeongchang | Abandon  | 29e     | 25e          | Abandon |

### Championnats du monde
| Épreuve / Édition          | Descente | Super G | Slalom géant | Slalom | Super combiné | Par équipes |
| -------------------------- | -------- | ------- | ------------ | ------ | ------------- | ----------- |
| Mondiaux 2015 Beaver Creek | -        | -       | 29e          | 30e    | -             | Argent      |
| Mondiaux 2017 Saint-Moritz | -        | 26e     | Abandon      | -      | 21e           | 1/4 finales |

### Coupe du monde
- Meilleur classement général : 85e en 2016.
- Meilleur résultat : 9e.

#### Classements par saison
| Saison / Classement | Général | Général | Descente | Descente | Slalom | Slalom | Géant  | Géant  | Super G | Super G | Combiné | Combiné |
| Saison / Classement | Class.  | Points  | Class.   | Points   | Class. | Points | Class. | Points | Class.  | Points  | Class.  | Points  |
| ------------------- | ------- | ------- | -------- | -------- | ------ | ------ | ------ | ------ | ------- | ------- | ------- | ------- |
| 2015                | 110e    | 6       | -        | -        | 49e    | 6      | -      | -      | -       | -       | -       | -       |
| 2016                | 85e     | 46      | -        | -        | -      | -      | 48e    | 8      | 43e     | 9       | 26e     | 29      |
| 2017                | 90e     | 29      | -        | -        | -      | -      | 54e    | 4      | 51e     | 7       | 34e     | 18      |

### Championnats du Canada
- 1re en super G en 2015.
- 1re en super combiné en 2016.

### Coupe nord-américaine
- Vainqueur du classement général en 2015.
- Vainqueur du classement de slalom géant en 2014 et 2015.
- Vainqueur du classement de slalom en 2015.
- Vainqueur du classement de combiné en 2015
- 27 podiums, dont 10 victoires.